# Cryphia bilineata
Cryphia bilineata är en fjärilsart som beskrevs av Rothschild 1914. Cryphia bilineata ingår i släktet Cryphia och familjen nattflyn. Inga underarter finns listade i Catalogue of Life.